# As Dick me hullep nodig heb
"As Dick me hullep nodig heb" is een nummer van het Nederlandse muziekproject Johan & de Groothandel. Het verscheen in 1994 in aanloop naar het wereldkampioenschap voetbal als single.

## Achtergrond
"As Dick me hullep nodig heb" is geschreven door groepsleden Chris Latul en Ferry de Groot in samenwerking met René van den Berg en geproduceerd door Peter Koelewijn. Het lied werd in de zomer van 1994 rondom het Wereldkampioenschap voetbal uitgebracht. In het lied, waarbij alleen in het refrein wordt gezongen, biedt Johan Cruijff zijn diensten aan aan Dick Advocaat, toenmalig bondscoach van het Nederlands elftal. Cruijff wordt hierbij geïmiteerd door de Utrechter Van den Berg.
In "As Dick me hullep nodig heb" begint Cruijff met een eenvoudige uitleg aan Advocaat van het spel waarbij er elf tegen elf wordt gespeeld en het de bedoeling is zo veel mogelijk ballen in het poortje van de tegenstander te schieten. Voorts adviseert hij hem om twee gouden horloges te dragen en daarmee de scheidsrechter om te kopen voor een penalty. Verder geeft hij hem het advies om in de wedstrijd tegen België met Romeinse rugnummers te werken omdat voordat de Belgen dat door hebben Nederland met 4-0 voor zou staan. Ook adviseerde hij hem dat hij niet alleen Advocaat heette maar het ook moest zijn. Terwijl Cruijff deze adviezen geeft, speelt zijn zoontje Jordi steeds met de bal in de huiskamer. Aan het eind van het lied gaat deze bal dwars door de ruit en memoreerde hij naar hoe hij dat vroeger op driehoog achter niet had moeten "flikken". Opvallend was dat Jordi werd neergezet als een jong kind terwijl hij in 1994 in werkelijkheid al 20 jaar was.
Het idee voor "As Dick me hullep nodig heb" was ontstaan in het Radio 1-programma Het Hek van de Dam van Tom van 't Hek, geproduceerd door Ferry de Groot. Daarin deed Van den Berg wekelijks zijn imitatie van Cruijff. In 1994 was er even sprake van dat Cruijff naar het WK mee zou gaan als bondscoach, in plaats van Advocaat.
"As Dick me hullep nodig heb" werd, dankzij de voetbalhype die er rond het WK heerste, een hit in Nederland. Het stond twee weken op de eerste plaats in de Top 40 en voerde drie weken de Mega Top 50 aan. Enige tijd ging het gerucht dat Johan Cruijff geprobeerd heeft het nummer uit de handel te laten nemen, maar dit is nooit bevestigd. Nadat Nederland op het toernooi in de kwartfinales werd uitgeschakeld door Brazilië, nam de belangstelling voor het nummer af en verdween het snel weer uit de hitlijsten.
Op de B-kant van de single-uitgave van "As Dick me hullep nodig heb" staat een Spaanstalige uitvoering van het nummer, genaamd de "Johan Internacionalos"-versie. Hierbij is de gesproken tekst de Spaanstalige handleiding van een vaatwasmachine, aangevuld met enkele voetbaltermen.

## Hitnoteringen

### Nederlandse Top 40
| Hitnotering: 04-06-1994 t/m 30-07-1994 | Hitnotering: 04-06-1994 t/m 30-07-1994 | Hitnotering: 04-06-1994 t/m 30-07-1994 | Hitnotering: 04-06-1994 t/m 30-07-1994 | Hitnotering: 04-06-1994 t/m 30-07-1994 | Hitnotering: 04-06-1994 t/m 30-07-1994 | Hitnotering: 04-06-1994 t/m 30-07-1994 | Hitnotering: 04-06-1994 t/m 30-07-1994 | Hitnotering: 04-06-1994 t/m 30-07-1994 | Hitnotering: 04-06-1994 t/m 30-07-1994 | Hitnotering: 04-06-1994 t/m 30-07-1994 |
| Week                                   | 1                                      | 2                                      | 3                                      | 4                                      | 5                                      | 6                                      | 7                                      | 8                                      | 9                                      |                                        |
| -------------------------------------- | -------------------------------------- | -------------------------------------- | -------------------------------------- | -------------------------------------- | -------------------------------------- | -------------------------------------- | -------------------------------------- | -------------------------------------- | -------------------------------------- | -------------------------------------- |
| Nummer                                 | 21                                     | 9                                      | 4                                      | 2                                      | 1                                      | 1                                      | 3                                      | 15                                     | 33                                     | uit                                    |

### Mega Top 50
| Hitnotering: 04-06-1994 t/m 30-07-1994 | Hitnotering: 04-06-1994 t/m 30-07-1994 | Hitnotering: 04-06-1994 t/m 30-07-1994 | Hitnotering: 04-06-1994 t/m 30-07-1994 | Hitnotering: 04-06-1994 t/m 30-07-1994 | Hitnotering: 04-06-1994 t/m 30-07-1994 | Hitnotering: 04-06-1994 t/m 30-07-1994 | Hitnotering: 04-06-1994 t/m 30-07-1994 | Hitnotering: 04-06-1994 t/m 30-07-1994 | Hitnotering: 04-06-1994 t/m 30-07-1994 | Hitnotering: 04-06-1994 t/m 30-07-1994 |
| Week                                   | 1                                      | 2                                      | 3                                      | 4                                      | 5                                      | 6                                      | 7                                      | 8                                      | 9                                      |                                        |
| -------------------------------------- | -------------------------------------- | -------------------------------------- | -------------------------------------- | -------------------------------------- | -------------------------------------- | -------------------------------------- | -------------------------------------- | -------------------------------------- | -------------------------------------- | -------------------------------------- |
| Nummer                                 | 25                                     | 6                                      | 2                                      | 1                                      | 1                                      | 1                                      | 2                                      | 3                                      | 25                                     | uit                                    |